# Староруське (Калінінградська область)
Староруське (рос. Старорусское) — селище Гур'євського міського округу, Калінінградської області Росії. Входить до складу Храбровського сільського поселення.
Населення —  29 осіб (2015 рік). 

## Населення
| 2002 | 2010 |
| ---- | ---- |
| 25   | ↗29  |